# Georg Lechner (Fußballspieler, 1918)
Georg Lechner senior (* 6. Oktober 1918; † 20. Dezember 2004) war ein deutscher Fußballspieler und Trainer, der beim TSV Schwaben Augsburg und der TSG Ulm 1846 in der Oberliga Süd von 1945 bis 1953 insgesamt 201 Punktspiele in der seinerzeitigen Erstklassigkeit absolviert und dabei als Spielmacher und Torjäger 78 Tore erzielt hat. Der im WM-System als Halbstürmer und als Mittelstürmer aufgelaufene Offensivspieler hatte zuvor aber schon in der Gauliga Bayern beim TSV Schwaben Augsburg in der Erstklassigkeit Fußball gespielt und dabei mit der Auswahlmannschaft von Bayern große Erfolge gefeiert. Am 30. Juni 1940 gewann Lechner mit der Gauauswahl Bayern das Finale um den Reichsbundpokal mit 3:1 gegen die Gauauswahl Sachsen und erzielte dabei ein Tor. Am 7. September 1941 revanchierten sich die Sachsen im Finale in Chemnitz mit einem 2:0 gegen den Titelverteidiger, wobei Lechner wiederum in der Gauauswahl Bayern als Halbstürmer und Spielmacher im Einsatz war.

## Laufbahn

### Gauliga
Vom Augsburger Stadtteilklub SV Kriegshaber war Georg Lechner zum SSV Schwaben Augsburg gekommen und schaffte mit seiner Mannschaft in der Saison 1939/40 den Aufstieg in die Gauliga Bayern. Durch seine dabei gezeigten Leistungen wurde der junge Offensivspieler in die Gauauswahl Bayern für den Gauauswahlwettbewerb um den Reichsbundpokal berufen. In der Gauliga gehörten die Schwaben nicht zur Spitzengruppe, Spielmacher und Torjäger Lechner dagegen aber zu den besten Spielern. Er spielte weiterhin in der bayerischen Auswahl.

### Oberliga Süd, 1945 bis 1953
In den ersten beiden Spielzeiten der Oberliga Süd nach Ende des Zweiten Weltkriegs, 1945 bis 1947, war der 65-malige Nationalstürmer Ernst Lehner noch die dominierende Gestalt beim TSV Schwaben Augsburg. Als Leistungsträger an seiner Seite agierten in der Defensive Wilhelm Dziarstek und in der Offensive Georg Lechner. Dziarstek und Lechner standen auch in der Auswahl von Süddeutschland die am 30. Juni 1946 vor 64.000 Zuschauern in Köln mit 4:3 gegen Westdeutschland gewann. Herbert Binkert, Max Morlock, Robert Schlienz, Lechner und Karl Barufka bildeten die Angriffsreihe und Lechner zeichnete sich als zweifacher Torschütze aus. Ab der Saison 1947/48 stürmte Lehner aber für Viktoria Aschaffenburg. In einer sehr langen Spielzeit mit 38 Spieltagen – Saisonstart war der 6. September 1947, Nachholspiele am 4. Juli beendeten die Saison (das Spiel vom 29. August 1948 zwischen Eintracht Frankfurt und 1. FC Nürnberg nicht mitgerechnet) – und sechs Absteigern am Saisonende, gehörten die „Lila-Weißen“ überwiegend dem Mittelfeld in der Tabelle an. Lechner erzielte 20 Tore und der TSV Schwaben Augsburg belegte den 11. Rang.
Als sich die Schwaben am 16. November 1947 mit 6:2 im Heimspiel gegen Rot-Weiss Frankfurt durchsetzten, war Lechner mit drei Toren beteiligt. Beim 6:1-Auswärtserfolg am 11. Januar 1948 gegen den VfR Mannheim gelangen ihm sogar vier Tore.
1948/49 bekamen Lechner und seine Mitspieler Unterstützung durch den Zugang von Wilhelm Struzina. Der TSV Schwaben Augsburg belegte in einer 16er-Liga den 7. Rang und Lokalrivale BCA schaffte durch einen 1:0-Erfolg im Entscheidungsspiel gegen die TSG Ulm 1846 in letzter Sekunde den Klassenerhalt. Lechner hatte alle 30 Punktspiele absolviert und acht Tore erzielt. Die Hinrunde 1949/50 beendete Schwaben Augsburg nach 15 Spieltagen mit 12:18 Punkten auf dem 15. Rang. Der bisherige Abwehrchef Dziarstek beendete mit dem Spiel am 8. Januar 1950 gegen die SpVgg Fürth (1:4) seine Spielerlaufbahn. Am Saisonende belegte der TSV Schwaben Augsburg mit 26:34 Punkten – punktgleich mit dem BCA – den 11. Rang und Routinier Lechner hatte seine immer noch vorhandene Klasse in 30 Ligaeinsätzen mit neun Toren unter Beweis gestellt. In seiner vorletzten Saison beim TSV, 1950/51, erzielte er in 22 Punktspielen sieben Tore und der TSV belegte den 13. Rang in einer 18er-Liga. Als die „Lila-Weißen“ 1951/52 mit 19:41 Punkten den 15. Rang belegten und damit den Abstieg in die 2. Liga Süd anzutreten hatten, hatte Lechner infolge Krankheits- und Verletzungsfolgen lediglich in zwei Heimspielen in der Hinrunde (5:1 gegen Aschaffenburg; 1:0 gegen Stuttgarter Kickers) mitwirken können. Nach insgesamt 182 Oberligaeinsätzen mit 76 Toren – damit ist Lechner der Oberligarekordtorschütze der Schwaben – beendete er im Sommer 1952 seine Spieleraktivität beim TSV und schloss sich zur Runde 1952/53 dem Oberligaaufsteiger TSG Ulm 1846 an. In Ulm schlossen sich nochmals 19 Oberligaeinsätze mit zwei Toren an, aber den sofortigen Abstieg der „Spatzen“ konnte der 34-Jährige nicht verhindern.
Von 1961 bis 1963 war Lechner beim TSV Schwaben Augsburg als Trainer in der Oberliga Süd tätig, wie auch im Debütjahr der zweitklassigen Regionalliga Süd 1963/64, als er mit seinem Verein mit Spielern wie Neffe Georg Lechner und Kurt Haseneder den vierten Rang belegte.

### Auswahlberufungen
Im Wettbewerb des Reichsbundpokals 1939/40 kam das junge Talent von Schwaben Augsburg erstmals am 3. Dezember 1939 in München in der Gauauswahl von Bayern beim Spiel gegen Württemberg (3:0) zum Einsatz. Im ersten langen Kriegswinter 1939/40 wurde Lechner zu einem Sichtungslehrgang von Reichstrainer Sepp Herberger eingeladen. Weitere Offensivspieler wie Hans Biallas, Hermann Eppenhoff, August Gottschalk, Herbert Burdenski, Gerhard Graf, Paul Matzkowski, Hans Fiederer, Karl Barufka und Willi Arlt nahmen daran teil. Am 30. Juni 1940 gewann er mit der Gauauswahl von Bayern mit 3:1 gegen Sachsen den Reichsbundpokal. Lechner bildete zusammen mit Ludwig Janda und Hans Fiederer den Innensturm der siegreichen Bayernauswahl. Im Wettbewerb 1940/41 zog er mit dem Titelverteidiger Bayern erneut in das Finale ein. Das wurde am 7. September 1941 in Chemnitz mit 0:2 gegen Gastgeber Sachsen verloren. Der letzte Einsatz in der Gauauswahl Bayern datiert vom 9. November 1941 beim Spiel gegen Köln/Aachen, das mit 3:4 verloren wurde und Lechner alle drei Tore für Bayern erzielte.
Nach Ende der ersten Oberligarunde in Süddeutschland, 1945/46, wurde Lechner in die Repräsentativauswahl von Süddeutschland zum Spiel am 30. Juni 1946 in Köln gegen Westdeutschland berufen. Der Augsburger erzielte beim 4:3 des Südens zwei Treffer.
Im Spielerlexikon wird über Lechner notiert: „Ohne den Zweiten Weltkrieg wäre der Regisseur und langjährige Mannschaftskapitän von Schwaben Augsburg mit an Sicherheit grenzender Wahrscheinlichkeit auch zu internationalen Ehren gelangt.“